# Свети преподобни Христофор
Свети Христифор Трапезундски је хришћански светитељ из 7. века.
Рођен је у селу Газареја у Трапезунду у области Понта у Малој Азији. Био је старешина манастира Сумела на планини Мела у другој половини 7. века (641-668). 
Православна црква прославља светог Христофора 18. августа.